# Papp Dániel (színművész)
Papp Dániel (Budapest, 1978. június 22. –) színművész, Papp János színművész fia.

## Életrajz
2004-ben végzett a Színház- és Filmművészeti Egyetemen, előtte három és fél évig tanult matematika szakon. Vendégművészként rendszeresen szerepel a Vígszínházban, mellette szinkronizál és rendez is. 2004-től a Vörösmarty Mihály Gimnázium kreatív színházi gyakorlat tanára.

## Szerepeiből

### Színház
A Színházi adattárban regisztrált bemutatóinak száma: 7.
- Wesker–Dosztojevszkij: Lakodalom (Tosh White)
- Ovidius: Istenek gyermekei
- Szorongás Orfeum
- Javier Tomeo: Rejtélyek az operában
- Vörösmarty Mihály: Csongor és Tünde (Duzzog, ördögfi)

### Sorozatbeli szinkronszerepek
- 24: Keith Palmer – Vicellous Reon Shannon
- A Mandalóri: Gor Koresh – John Rosengrant (megformáló) John Leguizamo (hang)
- A meló: Tommy Manetti – Adam Ferrara
- Andor: Brasso – Joplin Sibtain
- A nép szolgája: Vaszilij Petrovics Golobordko – Volodimir Zelenszkij
- A sivatag szerelmesei: Javier Negret – Agmeth Escaf
- A szerelem nyilasa: Trevor Pierce – Bobby Cannavale
- A házasság buktatói: Baran – Uğur Karabulut
- A sziget nővére: Paul – Luke Carroll
- Az igazság bajnokai: Wade Carter – Erik King
- Az osztály: Ethan Haas – Jason Ritter
- Az ügyosztály: Hank Riley – Jon Tenney
- Balfék körzet: Paco Miranda – Paco Tous (1. hang)
- Csenobil: Viktor Proszkurjakov – Karl Davies
- Csillagközi romboló: Dr. Gaius Baltar – James Callis
- CSI: Miami helyszínelők: Jesse Cardoza – Eddie Cibrian
- Egy lépés előre: Rober Arenales – Miguel Ángel Muñoz
- Fazilet asszony és lányai: Yağız Egemen – Çağlar Ertuğrul
- Fekete nyíl: Marco di Monforte – Riccardo Scamarcio
- Firefly: Capt. Malcolm 'Mal' Reynolds – Nathan Fillion (1. hang)
- Jack és Bobby: Marcus Ride – Edwin Hodge
- The Shield – Kemény zsaruk: Detective Ronnie Gardocki – David Rees Snell
- Kyle, a rejtélyes idegen: Julian Ballantine – Conrad Coates
- Lisa csak egy van: David Seidel – Mathis Künzler
- Meryem: Savaş Sargun – Furkan Andıç
- MI-5 – Az elit alakulat (Titkos Szolgálat-MI5): Zafar Younis – Raza Jaffrey (1. hang)
- M, mint muskétás: Ramon Montalvo Francisco de la Cruz – Zak Santiago
- Roswell: Kyle Valenti – Nick Wechsler  (2. hang)
- Shark – Törvényszéki ragadozó: Danny Reyes – Kevin Alejandro
- Soñadoras – Szerelmes álmodozók: Manuel – Eduardo Verástegui
- Sophie – A nem kívánt jegyesség: Benedikt Bütow – Timo Hübsch
- Stingers: Bryan Gray – Jeremy Kewley
- Terrorkommandó: Cpl. Jamie Dow – Jamie Draven
- The originals: Elijah Mikaelson - Daniel Gillies
- Titokzatos Násztya: Baron Vladimir Korf – Daniil Strakhov
- Trauma: Cameron Boone – Derek Luke
- Tuti gimi: Jake Jagielski – Bryan Greenberg
- Vak igazság: Detective Tom Selway – Reno Wilson
- Vámpírnaplók: Elijah Mikaelson - Daniel Gillies
- Vízizsaruk: Senior Constable Matthew Quinn – Diarmid Heidenreich

### Anime és rajzfilm
- A.T.O.M. – Alpha Teens On Machines: King
- BASTARD‼ -Heavy Metal, Dark Fantasy-: Gara – Jaszumoto Hiroki
- Black Jack (OVA): Black Jack – Ócuka Akio
- Bleach: Urahara Kiszuke (1. hang) – Miki Sinicsiro
- Hot Wheels AcceleRacers: Taro Kitano (3. film)
- Naruto: Hóki (Vatari) (eredeti alak, 167. epizód) – Totani Kódzsi
- Sámán király: Luchist Lasso – Konisi Kacujuki
- Transformers: Energon: Doctor Brian Jones (Cartoon Network-változat) – Ron Halder
- Trigun: Rai-Dei – Ócuka Akio
- Tini titánok: Vízilény (1. évad, 8. epizód)
- Yu Yu Hakusho: Saku/Csú – Vakamoto Norio
- Zacc/Kávé: Gyilkos Bab

### Filmbeli szinkronszerepek
- A bombák földjén: JT Sanborn őrmester – Anthony Mackie
- Carter edző: Kenyon Stone – Rob Brown
- Dobszóló: Devon Miles – Nick Cannon
- Honey: Chaz – Mekhi Phifer
- Ütközések: Daniel – Michael Peña
- Viasztestek: Blake – Robert Ri'chard
- Családi meló: Sam Cleary – John Cena
- Warcraft: A kezdetek: Gul'dan – Daniel Wu
- Rosszfiúk: Paco Moreno - Esai Morales

### Filmek, sorozatok
- Keresztanyu (2022) ... Ukrán rendőr
- Jófiúk (2019) .... Robi
- Tóth János (2018) ...Öltönyös
- Magyar vándor (2004) .... Guest #1
- Tea
- Szeret, nem szeret
- A Hídember (2002)